# Aracena
Aracena – miasto w Hiszpanii, w prowincji Huelva, we wspólnocie autonomicznej Andaluzja.

## Zabytki
- ruiny arabskiej twierdzy, położonej na wzgórzu nad miastem
- XIII-wieczny kościół Iglesia del Castillo, zbudowany przez zakon templariuszy, z wieżą w stylu mudejar